# Département d'État (Irlande)
 (décembre 2018).
Un Département d'État (anglais : Department of State ou irlandais : Roinn Stáit) est un département ou un ministère du gouvernement de l'Irlande. Le chef d'un tel département s'appelle un Minister of the Government, avant 1977 ces ministres s'appelaient Ministers of State, terme désormais utilisé pour les ministres subalternes (hors cabinet). La plupart des membres du gouvernement sont des ministres du gouvernement, bien qu'il puisse parfois y avoir un ministre sans portefeuille. La loi concernant les départements d'État et les ministres du gouvernement est inscrite dans la Constitution irlandaise, principalement à l'article 28, avec des détails législatifs dans la loi sur les ministres et les secrétaires, Ministers and Secretaries Acts.

## Liste des Départements d'État
Départements d'État actuels, énumérés sous leur titre actuel.
| Département d'État                                     | Création | Ministre actuel   | Site web           |
| ------------------------------------------------------ | -------- | ----------------- | ------------------ |
| Agriculture, Alimentation et Marine                    | 1919     | Michael Creed     | agriculture.gov.ie |
| Défense                                                | 1919     | Leo Varadkar      | defence.ie         |
| Finances                                               | 1919     | Paschal Donohoe   | finance.gov.ie     |
| Affaires étrangères et Commerce                        | 1919     | Simon Coveney     | dfa.ie             |
| Business, Entreprise et Innovation                     | 1919     | Heather Humphreys | dbei.gov.ie        |
| Logement, Planification et Administration locale       | 1919     | Eoghan Murphy     | housing.gov.ie     |
| Justice                                                | 1919     | Helen McEntee     | justice.ie         |
| Éducation et Compétences                               | 1921     | Joe McHugh        | education.ie       |
| Communications, Action pour le climat et environnement | 1921     | Richard Bruton    | dccae.gov.ie       |
| Taoiseach                                              | 1937     | Leo Varadkar      | taoiseach.ie       |
| Santé                                                  | 1947     | Simon Harris      | health.gov.ie      |
| Emploi et protection sociale                           | 1947     | Regina Doherty    | welfare.ie         |
| Enfance et Jeunesse                                    | 1956     | Katherine Zappone | dcya.gov.ie        |
| Transport, Tourisme et Sport                           | 1959     | Shane Ross        | dttas.ie           |
| Culture, Patrimoine et Gaeltacht                       | 1977     | Josepha Madigan   | chg.gov.ie         |
| Dépenses publiques et réforme                          | 2011     | Paschal Donohoe   | per.gov.ie         |
| Développement rural et communautaire                   | 2017     | Michael Ring      | drcd.gov.ie        |